# 미켈리주

미켈리주의 문장

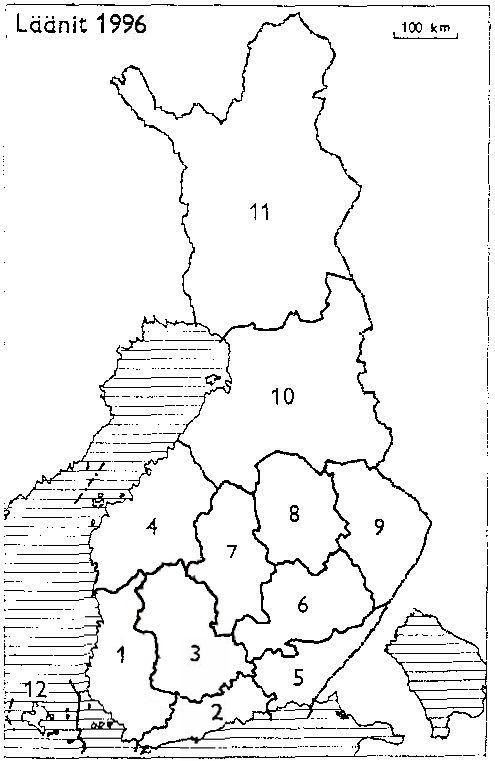
1996년 당시에 존재했던 핀란드의 주 지도 (6번이 미켈리주)

미켈리주(핀란드어: Mikkelin lääni)는 과거 핀란드에 존재했던 주로 주도는 미켈리이며 면적은 21,628km2(1993년 당시 면적), 인구는 207,967명(1993년 당시 인구), 인구 밀도는 9.6명/km2이었다. 스웨덴어로는 상트미셸주(스웨덴어: S:t Michels län)라고 부른다.
러시아 제국의 지배하에 있던 1831년에 신설되었다. 러시아 제국의 핀란드 대공국 시대였던 1831년부터 1917년까지는 상트미헬현(러시아어: Санкт-Михельская губерния)이라고 불렀다. 1960년 주의 일부가 중앙핀란드주에 편입되었다. 1997년 행정 구역 개편 당시에 쿠오피오주, 북카리알라주와 함께 동핀란드주로 합병되면서 폐지되었다.